# Consejos de un discípulo de Morrison a un fanático de Joyce
Consejos de un discípulo de Morrison a un Fanático de Joyce (1984) é uma pequena novela escrita por Roberto Bolaño e A.G.Porta no início da década de 80 e com a qual venceram um pequeno prémio literário de província. Foi reeditada em 2011, com o selo El Acantillado, e acompanhada de um curto prefácio de A.G. Porta na qual o escritor explica a origem deste projecto conjunto com Bolaño.
Escrita num estilo road-movie, a novela conta na primeira pessoa a queda no crime e na ilegalidade de Ángel Ros, jovem espanhol que sonha ser escritor mas por estar apaixonado por Ana, se dedica no momento a assaltar bancos. Num início à Dostoievski, com a morte de uma velha, o jovem casal inicia uma fuga em cujos intervalos, Ángel reflecte sobre a novela que sonha escrever "Cant de Dédalus anunciant el fin", em cujo protaganoista, Dédalus é por sua vez um especialista na obra de James Joyce mas, como não pode sobreviver do seu trabalho erudito se dedica a assaltar bancos.
Nesta edição da Acantillado consta também um dos contos que os dois autores terão escrito no mesmo período para enviar a concursos "Diário del bar".